# Muhammad V. Kelantanský
Sultán Muhammad V. (* 6. října 1969 Kota Bharu, Kelantan, Malajsie) byl 15. Yang di-Pertuan Agong (hlava státu) Malajsie a v současné době je sultánem Kelantanu.

## Životopis
Tengku Muhammad Faris Petra ibni Tengku Ismail Petra se narodil 6. října 1969 v Královském muzeu Istana Batu v Kota Bharu v Kelantanu.
Ve věku 16 let se stal 6. října 1985 korunním princem (Tengku Mahkota) z Kelantanu. Základní a středoškolské vzdělání získal v Kota Bharu a Kuala Lumpur. Poté odjel do Spojeného království, kde v Oxfordu studoval diplomacii na St Cross College a na Oxfordském centru islámských studií. Studium ukončil v roce 1991. St Cross College mu udělilo dne 28. února 2018 čestné členství.
V květnu 2009 jeho otec Sultán Ismail Petra utrpěl velkou mrtvici. Sultán Ismail Petra byl přijat do nemocnice Mount Elizabeth v Singapuru a Tengku Faris byl 25. května jmenován Regentem v sultánově nepřítomnosti.
Dne 13. září 2010 byl Tengku Muhammad Faris Petra prohlášen 29. sultánem Kelantanu v souladu s článkem ústavy 29A, který stanoví, že sultán nemůže být králem, pokud není životaschopný vládnout po dobu více než rok. Přijal jméno Mohamed V. Jeho otec, sultán Ismail Petra, však požádal Federální soud, aby prohlásil jmenování za neústavní. Sultán Ismail Petra se ale stále zotavuje z mrtvice, kterou utrpěl v roce 2009.
V říjnu 2010 se Muhammad V. poprvé zúčastnil 222. zasedání Konference pravic jako řádný člen. To znamenalo uznání jeho vstupu jako sultán jinými vládci.
Sultán Muhammad V. byl zvolen Konferencí pravic, které se konalo 14. října 2016, aby se stal na 5 let dalším Yang di-Pertuanem Agongem (hlava státu) Malajsie. Jeho panování začalo dne 13. prosince 2016 a převzal to od Abdula Halima, sultána z Kedahu. Sultán Muhammad V. byl korunován jako patnáctý Yang Di Pertuan Agong z Malajsie dne 24. dubna 2017 v ceremonii v královském paláci Istana Negara v Kuala Lumpur.

## Funkce
Sultán Muhammad V. je 15. a současný Yang di-Pertuan Agong (hlava státu) Malajsie a nese plnou odpovědnost jako vrchní velitel malajských ozbrojených sil. Také drží plnou odpovědnost jako vrchní plukovník v Královském dělostřeleckého pluku, malajské armády a také se věnuje všem svým činnostem a slavnostních příležitostech.
Od roku 2017 je také kancléřem MARA University of Technology (UiTM) a National Defense University Malajsie (UPNM).

## Zajímavosti
V 47 letech byl Sultán Muhammad V. čtvrtým nejmladším Yang di Pertuanem Agongem.
Jeho manželka je původem Češka Sultanah Nur Diana Petra

### Koupě zámku v Čechách
V roce 2020 malajský královský fond The Royal Invest Fund of Kelantan, založený sultánem Muhammadem V. Kelantanským, koupil za 100 miliónů korun zámek v jihočeském Protivíně.